# Next Level Games
Next Level Games — канадская студия-разработчик компьютерных игр, расположенная в Ванкувере и принадлежащая Nintendo. Специализирующаяся на создании игр для консолей компания была основана в октябре 2002 года бывшими сотрудниками EA Black Box, которые создали такие проекты как Sega Soccer Slam и NHL Hitz. Первой разработанной Next Level Games игрой была NHL Hitz Pro, выпущенная Midway Games в 2003 году в являвшаяся продолжением предыдущих проектов серии NHL Hitz. Наиболее известна по работе с Nintendo над Mario Strikers и Punch-Out!! для Wii, Luigi’s Mansion: Dark Moon и Metroid Prime: Federation Force для Nintendo 3DS, а также Luigi’s Mansion 3 для Nintendo Switch.
Next Level Games получила признание как одна из «100 лучших работодателей Канады» и «лучших работодателей Британской Колумбии» в 2008, 2009 и 2012 годах. Деятельность компании освещалась в журналах Maclean’s и BC Business.

## История
В январе 2014 года представители студии объявили, что будут работать исключительно с Nintendo. В том же интервью соучредитель Джейсон Карр и продюсер Кен Йилой рассказали, что ранее Nintendo обратилась к Next Level Games с просьбой разработать Super Mario Strikers для GameCube из-за значительного вклада разработчиков  из EA Black Box в создании Sega Soccer Slam.
В январе 2021 года Nintendo объявила о приобретении Next Level Games, что стало возможным после того, как её владельцы-директора приняли решение продать свои акции; сделка состоялась 31 марта 2021 года. Соучредитель Тронсгард покинул компанию в марте 2022 года.
| Год  | Название                           | Платформа(ы)                  | Издатель(и)           |
| ---- | ---------------------------------- | ----------------------------- | --------------------- |
| 2003 | NHL Hitz Pro                       | GameCube Xbox PlayStation 2   | Midway Games          |
| 2005 | Super Mario Strikers               | GameCube                      | Nintendo              |
| 2007 | Mario Strikers Charged             | Wii                           | Nintendo              |
| 2007 | Spider-Man: Friend or Foe          | PlayStation 2 Xbox 360 Wii    | Activision            |
| 2008 | Ticket to Ride                     | Xbox 360                      | Playful Entertainment |
| 2009 | Jungle Speed                       | Wii                           | Playful Entertainment |
| 2009 | Punch-Out!!                        | Wii                           | Nintendo              |
| 2009 | Doc Louis’s Punch-Out!!            | Wii                           | Nintendo              |
| 2010 | Transformers: Cybertron Adventures | Wii                           | Activision            |
| 2010 | Tom Clancy's Ghost Recon           | Wii                           | Ubisoft               |
| 2011 | Captain America: Super Soldier     | Xbox 360 PlayStation 3        | Sega                  |
| 2012 | Microsoft Solitaire Collection     | Microsoft Windows iOS Android | Xbox Game Studios     |
| 2013 | Luigi’s Mansion: Dark Moon         | Nintendo 3DS                  | Nintendo              |
| 2016 | Metroid Prime: Federation Force    | Nintendo 3DS                  | Nintendo              |
| 2019 | Luigi’s Mansion 3                  | Nintendo Switch               | Nintendo              |
| 2022 | Mario Strikers: Battle League      | Nintendo Switch               | Nintendo              |

1. ↑  разработана совместно с Arkadium и Smoking Gun Interactive

### Отменённые
- WWE Titans: Parts Unknown — PS2, Xbox[10]
- Super Mario Spikers — Wii[11]
- Catalyst — PS3, Xbox 360[12]
- Clockwerk — Wii, Xbox 360, PS3[13]